# Ија Персијска
Ија Персијска (стгрч. ΙαςΙας; † око 364) је ранохришћанска мученица.
Према животу, Ија је била из града Визада. 362. године, шах Шапур II и његове трупе су упали на територију Римског царства и уништили тврђаву Бет-Забдаи. Шапур II је са собом у Хузестан повео 9.000 заробљеника, међу којима је био и Ија. Она је дата зороастријском свештенству (мобедима), који је безуспешно покушао да натера Ију да се одрекне Христа.
Онда је Ија стављена у затвор и тамо гладовала. Након тога је изведена из затвора и тучена квргавим моткама. Ија је поново била у затвору на 15 месеци. После затвора, њено тело је било тако чврсто везано ужадима да су Ијине кости биле сломљене; Тукли су је и каишевима, а на крају су јој одсекли главу.
Православна црква прославља свету Ију 24.(11.) септембра.